# خوش‌بال آمیت
خوش‌بال آمیت (نام علمی: Euptera amieti) نام یک گونه از سرده خوش‌بال‌ها است.